# محمد باشا الكوبريللي
محمد باشا الكوبريللي (بالألبانية: Mehmed Pashë Qyprilliu‏) هو مؤسس أسرة كوبرولو الألبانية العثمانية التي تألفت من وزراء ومُحاربين ورجال دولة هيمنوا على الشؤون الإدارية في الدولة العثمانية خلال النصف الأخير من القرن السابع عشر، وهي الحقبة التي عُرفت بالحقبة الكوبريللية. ولد محمد باشا عام 1575 تقريباً في مدينة كوبرى وإليها نسب، وتوفي في 31 أكتوبر 1661 في أدرنة. ساهم محمد باشا في إعادة بناء قوة الدولة العثمانية عن طريق اجتثاثه للفساد وإعادته لتنظيم الجيش العثماني، مما أدى إلى توسيع حدود الدولة بعد أن نجحوا في هزيمة القوزاق، والمجريين، والبنادقة.

## بداياته
لا يعرف الكثير عن محمد باشا سوى أصوله التي ترجع إلى مقاطعة كوبري. دخل القصر السلطانى صغيراً وأصبح أحد العاملين بالمطبخ السلطاني، ثم نقل لاحقاً لقوات السباهية. كان برتبه «سنجق بك» أي حاكم سنجق أثناء حصار مراد الرابع لبغداد. وفي أثناء الحصار استشهد صديق عمره تاركاً طفلاً صغيراً هو "مصطفى"، فكفله محمد باشا وضمه إلى أبناؤه «أحمد ومصطفي» حيث كان متبناه ذاك في ذات سن أحمد إبنه مما سمح لهم بأن يكونوا أصدقاء.
وبعد فتنة مقتل السلطان إبراهيم الأول أصبح محمد باشا وزيراً. لكنه حرص على البعد عن الأحداث وعدم دس نفسه في أي خلافات مع أي حد ولم يظهر طمعاً بالسلطة أو النفوذ أو المال مثل أقرانه، وبالإضافة إلى كبر سنه فإن تلك العوامل جعلته في مأمن من غضب قوات الإنكشارية وكذلك لم ينظر إليه كبار الوزراء نظرة سوء باعتباره خطراً على وظائفهم.
كانت الدولة تعيش تحت وصاية ترخان خديجة سلطان أم السلطان محمد الرابع والتي كانت تبحث عن صدر أعظم قوي يمكنه تصحيح الفوضى الضاربة في الدولة وردع الانكشارية وهزيمة أعداء الخارج خصوصاً مع اضطراب المالية العثمانية. وكان أحد مستشاريها المعمارى «قاسم بك» دائماً ما يوصيها بمحمد باشا الكوبريللي ويثنى عليه. ولم تكن السلطانة في البداية على ثقة بذلك نظراً لبعد محمد باشا عن الأحداث وكبر سنه. لكنها وافقت أخيراً على لقائه وطلبت حضوره قبل سفره حيث كان يستعد لتولي منصب والي طرابلس الشام.

## الصدارة
رفض محمد باشا عرض السلطانة الوالدة لتولي الصدارة العظمى واشترط في البداية شروطاً لابد من تحقيقها وكان ذلك لأول مرة في تاريخ الدولة العثمانية أن يشترط وزير شروطاً قبل تعيينه صدراً أعظم. وكانت شروطه تتمثل في ألا تغل سلطاته وأن يكون مطلق اليد في إدارة الدولة وأن لا يحاسب من قبل أياً كان حتى السلطان بذاته، وعلى الرغم من تلك الشروط إلا أنه تمكن من إقناع السلطانة الوالدة أنه لن يتمكن من تحقيق الإصلاحات التي ترجوها ووقف الفتنة بغير تلك الصلاحيات. وافقت السلطانة على ذلك وأعلنت للديوان أنها عينت محمد باشا صدراً أعظماً بصلاحيات مطلقة وانسحبت هي من المشهد السياسي تماماً.
كان أول ما فعله محمد باشا أن أعلن أن السلطان محمد قد بلغ سن الرشد وأنه يمكنه الآن مباشرة أمور الدولة بنفسه، غير أنه قدم النصح للسلطان بأن عليه الراحة والذهاب إلى أدرنة والتمتع بالصيد عوضاً عن الغوص في أمور الدولة المتشابكة، رحب بهذا السلطان الفتى إذ أعجب كثيراً بهدوء أدرنة التي أنسته المؤامرات والتمردات التي كانت تشهدها إسطنبول فقرر الإقامة بها وأمضى بها معظم سلطنته، كما أدمن على الصيد وقضى معظم وقته في حملات الصيد. كان محمد باشا معجباً بالسلطان مراد الرابع ورأى أن سياسة الشدة التي طبقها الأخير هي الأصلح لتعديل الأمور.
كانت المشكلة الأولى التي يواجهها محمد باشا هي احتلال البنادقة لجزر بوزجا أدا وليمنوس وسدهم مدخل مضيق الدردنيل وفرضهم حصاراً بحرياً على العاصمة إسطنبول ومنعهم سفن البضائع القادمة من مصر والشام من المرور مما تسبب في ارتفاع أسعار المواد الغذائية وكاد أن يحدث مجاعة في إسطنبول، كما قطعت طرق المواصلات مع القوات العثمانية في كريت. أمر محمد باشا أحد قادة البحرية بتحرير تلك الجزر وفتح الممر البحري، لكن فشل الرجل في مهمته نتيجة مخالفة الريح له، وعلى الرغم من ذلك فقد أمر محمد باشا بإعدامه. كلف محمد باشا قائداً أخر بالمهمة، ولحسن الحظ تمكن أحد جنود المدفعية خاصته من استهداف سفينة القيادة للبنادقة فأصاب مخزن الذخيرة بها وإنفجرت إلى أشلاء وقتل قبطانها الذي يسميه الأتراك «الأعور» والذي كثيراً ما ضرب السفن العثمانية، فكانت النتيجة أن خاف البنادقة وانسحبوا من الجزر وفتح الممر البحري مرة أخرى وكافأ محمد باشا جندي المدفعية مكافأة جليلة واستبشر الناس خيراً بوزارة محمد باشا.
كان محمد باشا يخشى كثيراً من منافسيه ويدرك أن منصبه مطمع للعديد من الوزراء والباشوات، وكان محمد باشا متوهماً بالذات من غازي حسين باشا الذي كان قائداً للقوات العثمانية في كريت وكانت الصدارة قد وجهت إليه في السابق لكنها حولت عنه قبل استلامه المنصب إلى شخص أخر. كان حسين باشا بطلاً كبيراً إذ قاتل في كريت منذ عدة سنوات في ظروف بالغة الصعوبة ودون إمدادات معظم الوقت وبرغم ذلك فقد إنتصر عدة مرات على البنادقة وحاصر مدينة كاندية وفشل البنادقة في إخراجه من الجزيرة. رغم ذلك أمر محمد باشا باستدعاء حسين باشا إلى أدرنة حيث اتهمه بالتقاعس عن الاستيلاء على كانديه _رغم علمه بصعوبة موقفه دون إمدادات_ وأمر بحبسه. علم محمد باشا لاحقاً بأن السلطانة الوالدة قد تعاطفت مع حسين باشا وأنها ستأمر بإطلاق صراحه، فخشى أن يكون ذلك مقدمة لعزله وتنصيب حسين باشا بدلاً منه فأمر بإعدامه خنقاً في سجنه. في تلك الأثناء حدثت ثورة لقوات السباهية في العاصمة نظراً لعدم تحقيق مطالبهم فاستعان محمد باشا بالانكشارية وقضى على تمردهم بوحشية. بسبب كل ذلك أصبح لمحمد باشا صيت مفزع وأصبح كل رجال الدولة يخشونه.

## التمردات عليه
كان أمير ترانسيلفانيا [بالعثمانية: أردل] جيورغي راكوشي التابع إسمياً للعثمانيين قد دخل في عداء مع مملكة بولندا وتراسل سرياً مع النمسا أعدى أعداء العثمانيين، كان راكوشي طامحاً في جعل إمارته دولة كبري. استولى راكوشي على عدة قلاع من بولندا فأرسل ملك بولندا رسالة إلى محمد باشا يشكو إليه فعل أمير أردل. أمر محمد باشا راكوشي بأن يخلى القلاع التي استولى عليها ويعيدها للبولنديين وأمره بالتوقف عن التدخل في شئون بولندا. فأرسل راكوشي بدوره رسالة إلى محمد باشا يستفسر عن السبب في ذلك بينما وسعت الدولة العثمانية حدودها. إعتبر محمد باشا رد جيورغي راكوشي تمرداً وأمر خان القرم التابع للعثمانيين بتأديب راكوشي. هزم خان القرم قوات راكوشي لكن نجح الأخير في الفرار فقاد محمد باشا جيشه بنفسه ودخل الأمارة لكنه لم يعثر على راكوشي الذي فر إلى النمسا وأبلغ كل أمراء أردل محمد باشا بأنهم طائعين للسلطان، فأصدر محمد باشا قراراً بنقل عاصمة الإمارة من ترجوفيشت إلى بوخارست من أجل فرض رقابة أكبر على الإمارة _وهكذا أصبحت بوخارست عاصمة رومانيا_ كما ضم مدينتي يانوفا وفاراد للحكم العثماني المباشر وسلخهم من الإمارة.
كانت سياسة محمد باشا قد ألبت عليه العديد من رجال الدولة. فأعلن أباظة حسن باشا وإلى حلب الثورة ضده وشاركه العديد من الباشوات وصلوا إلى 31 باشا كما إشترك في التمرد أحد أقسام شعب الأناضول المعروفين باسم «الجلالية» والذين كانوا في تمرد مستمر ضد الدولة. أرسل حسن باشا رسالة إلى السلطان محمد الرابع أعلن فيها خضوعه وعبوديته للسلطان وقال إن تمرده ليس ضد السلطان بل ضد شخص محمد باشا الذي يسعى لعدم إبقاء رجال داخل الدولة ويتعامل بالظلم، ونصح السلطان بأن يعين أحد قادة التمرد «أحمد باشا» بن طيار محمد باشا الذي كان صدراً أعظماً في عهد مراد الرابع وإستشهد في حصار بغداد. ورغم ذلك أعطى السلطان الرسالة إلى محمد باشا الكوبريللي دون أي تعليق وأمر بتجهيز جيش بقيادة «مرتضى باشا» وعينه والياً على حلب وأمره بالتخلص من العصاة. خرج مرتضى باشا بجيش من 30 ألف مقاتل لكن كانت قواته حديثة التدريب وكانت نخبة القوات العثمانية موجودة في كريت، بالإضافة إلى النفور بين طرفي الجيش «السباهية والانكشارية» نتيجة فض الانكشارية العنيف لتمرد السباهية مسبقاً، فهزم الثوار مرتضى باشا لكنهم اختلفوا لاحقاً فيما بينهم وأنهكهم القتال مع جيش مرتضى باشا فعرضوا التفاوض. رحب بهم مرتضى باشا في قصره في حلب وأمنهم على حياتهم واستضافهم على مأدبة غداء، لكنه غدر بهم أثناء الطعام وقطع رؤسهم جميعاً وأرسلها إلى العاصمة. ولما كان محمد باشا يخشى من ثورة الجلالية نتيجة قتل زعماء الثورة فقد أرسل جيشاً أخر بقيادة «إسماعيل باشا» وعينه مفتشاً على الأناضول وقد قام إسماعيل باشا بقتل 10 الآف شخص بتهمة الجلالية.

## وفاته
كان محمد باشا متقدم في السن وأنهكته حرب أردل كثيراً. وكان يعد إبنه فاضل أحمد باشا الكوبريللي ليخلفه وأوصى السلطان وهو على فراش الموت بتعيينه مكانه. توفي محمد باشا في أكتوبر 1661 في أدرنة ونقل جثمانه إلى إسطنبول ودفن فيها. وأنفذ السلطان وصيته وعين مكانه إبنه المذكور.

## عنه
كانت سياسة محمد باشا دموية وعادة بلا داع وأخد في تطبيق سياسة الإدارة العرفية التي كان يطبقها السلطان مراد الرابع أخر حياته بفارق أن محمد باشا لم يمتلك الثقافة والإطلاع الذي إمتلكه السلطان مراد. وبالرغم من ذلك فقد أثبتت سياسته نجاحها ونجح في إعادة أمور الدولة إلى نصابها واستعاد كثيراً من هيبتها داخلياً وخارجياً. كما نجح في ضبط المالية بعد أن ضم اموال الباشوات الفاسدين الذين تخلص منهم إلى الخزينة. ورغم أن السلطان محمد الرابع كان معارضاً لكثير من قرارات محمد باشا إلا أنه لم يفكر في عزله، بل رفض مراراً الاستقالات التي كان يقدمها محمد باشا إذا إحتج السلطان على أحد قراراته فكان السلطان يبقيه وينفذ قراراته. ويروى أن السلطان تأثر كثيراً لوفاة محمد باشا وعين إبنه طبقاً لوصيته صدراً أعظماً دون تفكير.